# Falcon FC
Falcon FC is een Braziliaanse voetbalclub uit Barra dos Coqueiros in de staat Sergipe. 

## Geschiedenis
De club werd opgericht in november 2020 en schreef zich in voor de Série A2, de tweede klasse van de staatscompetitie. De club plaatste zich voor de eindronde en nadat ze Rosário Central versloegen kwamen ze in de halve finale uit tegen stadsrivaal Desportiva Barra. Over twee wedstrijden bleef het nul-nul, maar in de strafschoppenreeks trok Falcon aan het langste eind. De finale werd gewonnen tegen América de Propriá waardoor ze meteen promoveerden naar de hoogste klasse. 
In de hoogste klasse werd de club meteen groepswinnaar en versloeg in de halve finale Confiança. In de finale verloren ze van Sergipe, maar dit betekende wel deelnamen aan de Copa do Brasil, Série D en Copa do Nordeste in 2023.

## Erelijst
Campeonato Sergipano Série A2
2021